# Arctotheca calendula

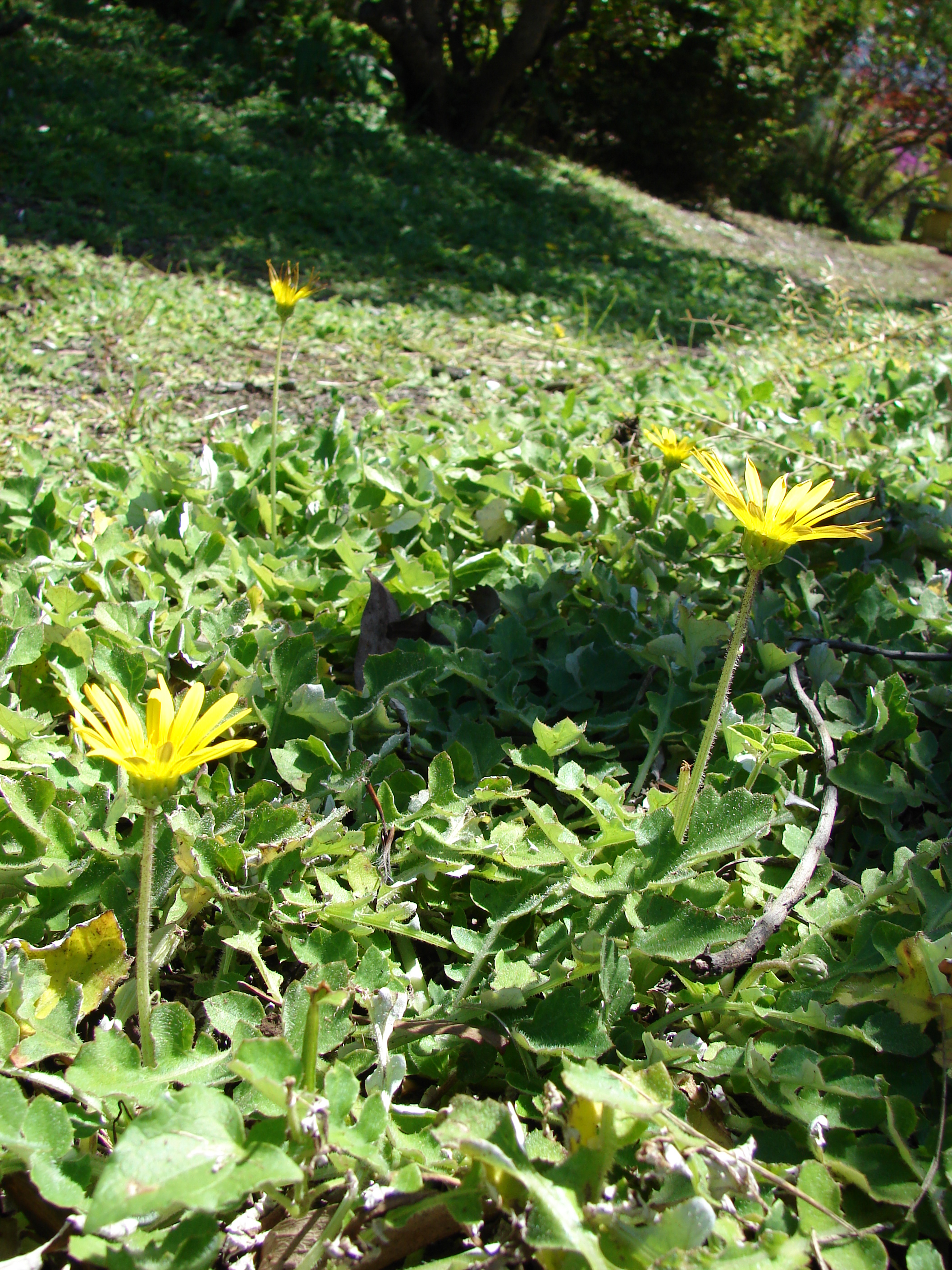
Vista general

Arctotheca calendula és una espècie de planta amb flors del gènere Arctotheca dins la família de les asteràcies originària de Sud-àfrica.

## Descripció
És una planta herbàcia perenne o anual que creix en forma de roseta i d'on sorgeixen estolons que fan que s'estengui ràpidament. Les fulles són cobertes de pèls llanosos, lobulades o profundament dentades. Es cultiva també com a planta ornamental per a cobertes. Aquesta espècie creix fins a 25 cm d'alçada. Les fulles basals formen una roseta i són llanoses a l'anvers i estan profundament dividides fins als marges. Les flors són de tipus margarida, fins a 6 cm, d'un groc cridaner, i són pol·linitzades principalment per papallones.

## Distribució
Arctotheca calendula està molt estesa i es produeix en zones costaneres o en sòl pertorbat del Cap Occidental i Oriental i s'estén cap a Natal. Hi ha al voltant de cinc espècies d'Arctotheca al sud d'Àfrica. Al Cap és ben coneguda pel seu nom comú: la mala herba del Cap.

## Taxonomia
Arctotheca calendula va ser descrita per Levyns, Margaret Rutherford Bryan i publicada en Journal of South African Botany 8(4): 284. 1942. (J. S. African Bot.)

### Etimologia
- Arctotheca: nom genèric que deriva de la paraula grega arktos que significa 'os', i theke, que significa 'càpsula' o 'túnica'. El nom de l'espècie, "calèndula", ve d'una paraula grega.
- calendula: epítet específic que ve de la paraula grega calendae i vol dir 'el primer dia del mes'.[5]

### Sinònims
El següents noms són sinònims d'Arctotheca calendula:
- Alloiozonium arctotideum Kunze
- Arctotheca calendulacea (R.Br.) K.Lewin
- Arctotheca tristis (L.) M.Talavera & Talavera
- Arctotis acaulis Brot.
- Arctotis calendula L.
- Arctotis calendulacea L.
- Arctotis corruscans DC.
- Arctotis hypochondriaca Willd.
- Arctotis speciosa Salisb.
- Arctotis sulphurea Gaertn.
- Arctotis superba L.
- Arctotis tristis L.
- Cryptostemma calendula Druce
- Cryptostemma calendulaceum (L.) R.Br.
- Cryptostemma hypochondriacum R.Br.
- Cryptostemma runcinatum R.Br.
- Cryptostemma triste Domin
- Cynotis hypochondriaca Hoffmanns.